# Вулкано Пјано (Месина)
Вулкано Пјано је насеље у Италији у округу Месина, региону Сицилија.
Према процени из 2011. у насељу је живело 396 становника. Насеље се налази на надморској висини од 372 м.